# Hamid Ahadad
Hamid Ahadad (ur. 30 listopada 1994 w Agadirze) – marokański piłkarz, grający na pozycji napastnika. W sezonie 2021/2022 zawodnik Rai Casablanca. 2 razy reprezentował kraj. 

## Kariera klubowa
1 lipca 2015 roku został zawodnikiem Difaâ El Jadida. Debiut zaliczył 4 października w meczu przeciwko Wydadowi Casablanca, przegranym 2:1, grając 19 minut. Pierwszego gola strzelił 19 grudnia w meczu przeciwko Chababowi Rif Al Hoceima, wygranym 3:0. Do siatki trafił w 91. minucie. Pierwszą asystę zaliczył 12 grudnia w meczu przeciwko Rai Casablanca, przegranym 3:2. Hamid Ahadad asystował przy golu w 18. minucie, a w dodatku w 42. minucie strzelił gola. Łącznie w El Jadidzie zagrał 60 meczów, strzelił 17 goli i trzykrotnie asystował. 
1 lipca 2018 roku został zawodnikiem Zamaleku SC. W Egipcie zadebiutował 31 lipca w meczu przeciwko Petrojet FC, zremisowanym 0:0, grając 6 minut. 
24 lipca 2019 roku został wypożyczony do Rai Casablanca. W Rai zadebiutował 5 listopada w meczu przeciwko Renaissance Zemamra, wygranym 1:2. Do siatki trafił w 71. minucie. Pierwszą asystę zaliczył 30 lipca 2020 roku również w meczu przeciwko Renaissance Zemamra, wygranym 3:1. Najpierw asystował przy golu w 29. minucie, a sam strzelał gole w 42. i 69. minucie. W tym okresie gry w Rai zagrał 22 mecze, strzelił 9 goli i raz asystował. Zdobył z Rają mistrzostwo kraju.
12 października 2020 roku powrócił z wypożyczenia. Pierwszego gola strzelił 22 kwietnia 2021 roku w meczu przeciwko Entag El Harby, wygranym 0:2. Do siatki trafił w 40. minucie. Pierwszą asystę zaliczył 4 dni później w meczu przeciwko Bank El Ahly, wygranym 4:1. Najpierw asystował przy golu w 7. minucie, a następnie sam strzelał gole w 18. i 43. minucie. W Zamaleku zdobył Afrykański Puchar Konfederacji (2019) i mistrzostwo Egiptu (2020/2021). Łącznie w Zamaleku rozegrał 27 meczów, strzelił 3 gole i miał tyle samo asyst. 
30 sierpnia 2021 roku wrócił za 85 tys. euro do Rai Casablanca. Ponowny debiut zaliczył 19 września w meczu przeciwko Olympique Khouribga, wygranym 2:1. W debiucie trafił do siatki w 16. minucie. Łącznie do 4 stycznia 2022 roku zagrał w 11 spotkaniach i strzelił 5 goli.

## Kariera reprezentacyjna
Hamid Ahadad w ojczystej reprezentacji zadebiutował 21 września 2019 w meczu przeciwko Algierii, zremisowanym bezbramkowo. Grał cały mecz. 19 października tego samego roku również w meczu przeciwko Algierii strzelił gola, do siatki trafił w 32. minucie. To były jego jedyne 2 mecze w reprezentacji.